# Ana María Taigi
Ana María Taigi (en su tiempo Anna-Maria Gesualda Antonia Gianetti, esposa de Taigi; Siena, 23 de marzo de 1769 - Roma, 26 de noviembre de 1837) fue una laica terciaria trinitaria y mística italiana.

## Biografía

### Infancia y juventud
Ana María era hija de Luigi Giannetti y Maria Masi, una familia acomodada que tenía una botica en Siena, pero sus padres perdieron toda su fortuna y se vieron obligados a ir a Roma para buscar una vida mejor. En la nueva residencia  frecuentó la escuela de las religiosas Filipinas durante dos años. Desde muy temprana edad comenzó a trabajar en diversos oficios para ayudar económicamente a sus padres.

### Matrimonio y familia
Ana María contrajo matrimonio el 7 de enero de 1789 con Domingo Taigi, un sirviente de la noble familia Chigi. Domingo era un hombre trabajador, serio y buen cristiano, según los preceptos del catolicismo, pero rudo y colérico, por lo que su esposa tuvo que hacer una gran prueba de paciencia para soportar su carácter agrio y difícil. Tuvieron siete hijos, de los cuales, tres murieron a corta edad. 

### Vida cristiana
El 26 de diciembre de 1802 fue recibida públicamente en la Tercera Orden de los Trinitarios en la Iglesia de San Carlo alle Quattro Fontane de Roma. 
Era una mujer muy piadosa y seguidora del Evangelio. Su marido diría de ella: Habla de Dios sin ser fastidiosa como lo son muchos devotos. Su casa era un lugar donde recibía a los pobres al mismo tiempo que se ocupaba activamente de sus hijos y de su esposo. Se siguió siempre por los principios de su religión, Dios tenía el primer puesto en su casa.
Todo el dinero que podía ahorrar lo dedicó a los pobres y miserables y, aunque no era muy rica, era muy caritativa. No dejaba de practicar, en cuanto podía, las obras de misericordia. Nunca usó de su propia conexión con las personas de buena posición para tomar a sus hijos fuera de su humilde entorno social. Toda la familia acostumbraba a reunirse para orar en una pequeña capilla privada. Sus devociones preferidas eran la Santísima Trinidad, Jesús Sacramentado y la Virgen María. De quienes se vio favorecida por medio de visiones y otras experiencias místicas.

### Visiones y éxtasis
Durante muchos años, cuando oraba en su capilla, tuvo frecuentes visiones y éxtasis, en los que preveía el futuro. Se dice que predijo la caída y muerte de Napoleón Bonaparte. También se afirma que un día se le aparecieron la Virgen María y el Niño Jesús sentados dentro del sol, y que fue la segunda mujer del siglo XIX en ser estigmatizada.
Dios se manifestaba en Ana Maria donde ella se encontrara, en medio de cualquier tarea, por medio de visiones, de éxtasis, a tal punto que decía con familiaridad y simplicidad: Déjame, tengo cosas que hacer, soy madre de familia.
Por más de 40 años, tuvo la visión de un globo luminoso, como un pequeño sol rodeado de espinas. Observándolo, ella podía leer en él eventos futuros y estados de conciencia de las personas que la venían a visitar. Ese don de profecía y de preciencia (ciencia infusa) hacia que muchos fueran a pedirle consejo y durante toda su vida, les acogió con alegría y paciencia.

## Fallecimiento y culto

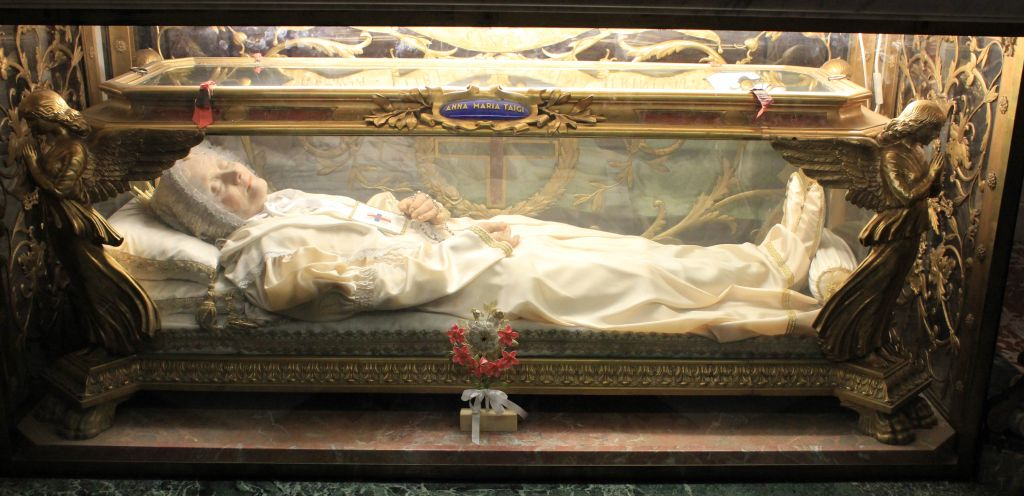
Urna de cristal que conserva las reliquias de la beata Ana María Taigi, en una estatua de cera yaciente, en la Basílica de San Crisógono de Roma. Con baño de cera.

Ana María murió en Roma, en 1837, a la edad de 68 años y fue sepultada en la cripta de la iglesia de los trinitarios de San Carlo alle Quattro Fontane en Roma. Su cuerpo se considera incorrupto. 
La causa para su canonización fue introducida el 18 de enero de 1863 y el 4 de marzo de 1906, san Pío X decretó la heroicidad de sus virtudes declarándola venerable. Fue beatificada el 30 de mayo de 1920 por el papa Benedicto XV. Sus reliquias fueron trasladadas a la Basílica de San Crisógono de Roma, también de los trinitarios, y depositadas en una imagen de cera, de tamaño natural y yaciente, que se puede apreciar en el interior de una urna de cristal.